# جوب غوهر سفلي
جوب غوهر سفلي (بالفارسية: جوب گوهر سفلی) هي قرية تقع في قسم نبوت الريفي (مقاطعة إيوان) في إيران. يقدر عدد سكانها بـ 78 نسمة .